# Exocelina kolleri
Exocelina kolleri är en skalbaggsart som beskrevs av Wewalka, Balke och Lars Hendrich 2010. Exocelina kolleri ingår i släktet Exocelina och familjen dykare. Inga underarter finns listade i Catalogue of Life.